# Himalayataube
Die Himalayataube (Columba pulchricollis), auch Nepaltaube genannt, ist eine Art der Taubenvögel. Sie kommt nur in Ostasien vor. 

## Erscheinungsbild

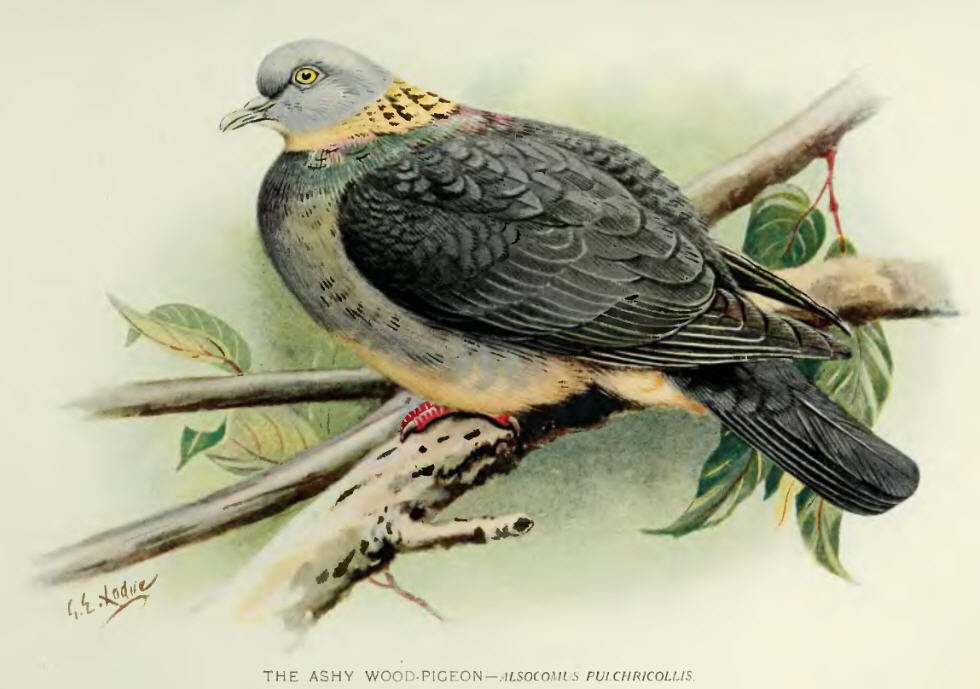
Himalayataube, Illustration

Die Himalayataube erreicht eine Körperlänge zwischen 30 und 35 Zentimetern. Sie ist damit etwas größer als eine Stadttaube, hat jedoch verglichen mit dieser einen etwas schlankeren Körperbau. Der Geschlechtsdimorphismus ist nur sehr geringfügig ausgeprägt. Die Weibchen sind meist etwas kleiner. Beim Männchen ist das Gefieder in der Regel etwas heller, der Blauton etwas stärker ausgeprägt.
Die Männchen der Himalayataube haben einen blaugrauen Kopf, Hals und Rücken. Die Kehle ist hell. Über den hinteren Hals verläuft ein breites hell oranges Band. Dieses wird an den Halsseiten schmäler. Die Brust ist dunkel blaugrau. Das Gefieder hellt am Bauch zu einem hellen Blaugrau auf. Die Handschwingen sind dunkel. Die Unterschwanzdecken sind rahmfarben. Der Schnabel ist an der Basis rot und wird zur Spitze hin grün. Die Iris ist hellgrün. Die Augen haben einen hellblauen Rand. Die Weibchen unterscheiden sich von den Männchen durch eine reinweiße Kehle und etwas mattere Farben.

## Verbreitungsgebiet und Verhalten
Die Himalayataube kommt in Tibet, Nepal, Assam, dem Westen von Bengalen und Bangladesch, Burma, Thailand und Taiwan vor. Sie lebt in Höhenlagen zwischen 1.300 und 3.000 Meter und damit deutlich niedriger als etwa die Schneetaube, die wie die Himalayataube zur Unterfamilie Columbinae gehört. Ihr Nahrungsspektrum umfasst Früchte und Sämereien. Einen großen Anteil in ihrem Nahrungsspektrum spielen Brombeeren und Himbeeren, die im Verbreitungsgebiet sehr reichlich wachsen. Bei einer geschossenen Taube war der Kropf allerdings überwiegend mit kleinen Schnecken und nur sehr wenig Sämereien gefüllt. Das Gelege besteht nur aus einem Ei. Die Brutzeit liegt bei 21 bis 23 Tagen.

## Haltung in menschlicher Obhut
Die Taube wurde erst 1984 nach Deutschland importiert. Dem Halter gelang im selben Jahr die Erstzucht. Die Himalayataube hat seitdem eine größere Verbreitung in der Wildtaubenhaltung gefunden. 1994 wurden in Deutschland 94 Jungvögel dieser Art aufgezogen, 1995 waren es 84 Jungvögel. Sie benötigt allerdings wegen ihrer Körpergröße eine sehr geräumige Voliere.

## Belege

### Weblink
- Columba pulchricollis in der Roten Liste gefährdeter Arten der IUCN 2013.1. Eingestellt von: BirdLife International, 2012. Abgerufen am 30. Oktober 2013.